# Battaglia di Capo Dimas
La battaglia di Capo Dimas fu il momento cruciale di un primo tentativo di conquista da parte del gran conte di Sicilia Ruggero II in terra d'Africa, nell'estate del 1123. Si concluse con una clamorosa sconfitta per i siculo-normanni, che tuttavia una ventina d'anni dopo ritorneranno per stabilire con successo un dominio su varie città della coste dell'Ifriqiya e del Canale di Sicilia che riusciranno a controllare con fortune diverse tra il 1145 e il 1160.

## Gli avvenimenti
In luglio 300 navi con 30 000 uomini e mille cavalli salparono da Marsala. Al comando c'era l'ammiraglio Christodulos, un musulmano convertito al cristianesimo ortodosso, coadiuvato da Giorgio d'Antiochia, che allora era alle sue prime esperienze di comando. Una tempesta obbligò la flotta a fare tappa a Pantelleria per qualche giorno, da cui riprese la rotta verso Capo Dimas, a circa 10 chilometri a nord di Mahdia, capitale del regno ziride. La flotta arrivò il 21 luglio all'isola di Ahasi, separata da capo Dimas da un braccio di mare di dieci metri attraversabile a cavallo. L'isola era abitata da popolazione araba e possedeva un castello che i siciliani, dopo essersene impadroniti, usarono come quartier generale per  l'attacco a Mahdia. i Berberi, avendo avuto la notizia del tentativo d'invasione siciliana, erano nel frattempo accorsi in gran numero da tutta la regione a difesa del territorio attorno a Mahdia. La manovra militare siciliana prevedeva un attacco simultaneo da terra e da mare contro Mahdia. Già il 25 luglio, il contrattacco berbero permise all'armata ziride di catturare quattrocento cavalli. Delle trecento navi intanto, cento erano rimaste al largo, e, constatata l'entità delle forze in campo non poterono che ritirarsi verso la Sicilia. L'assedio al castello dove si erano rifugiati gli ultimi cento cavalieri siciliani durò fino ai primi di agosto. I siciliani tentarono di trattare la resa offrendo un ricco riscatto in cambio della vita, ma l'offerta venne rifiutata. Quando disperati, dopo diversi giorni di assedio, uscirono dal castello, si batterono, ma vennero uccisi fino all'ultimo.

## La battaglia in letteratura
Il vecchio poeta arabo siciliano Ibn Hamdis, emigrato cinquant'anni prima dalla Sicilia all'epoca della conquista normanna, e che in quel tempo viveva alla corte di Mahdia, compose una poesia che celebrò la vittoria musulmana.